# Goniglossum
Goniglossum is een geslacht van insecten uit de familie van de Boorvliegen (Tephritidae), die tot de orde tweevleugeligen (Diptera) behoort.

## Soort
- G. wiedemanni: Heggenrankboorvlieg (Meigen, 1826)